# Украинская народная республика Советов
Украи́нская Наро́дная Респу́блика Сове́тов (сокр. УНР Советов, УНРС; укр. Українська Народна Республіка Рад, УНРР), с 19 марта 1918 года — Украинская Советская Республика (Українська Радянська Республіка), — советская республика, изначально провозглашённая в Харькове 12 (25) декабря 1917 года через месяц после провозглашения УНР в Киеве, что позволяет рассматривать эти два государства как одно, но с двумя названиями и правительствами. Как и УНР изначально рассматривалось как автономия в составе России, в марте 1918 года объявившая о своей независимости, что также позволяет ее рассматривать как название УНР.
Первоначально официальное название — Украи́нская Наро́дная Респу́блика Сове́тов рабо́чих, крестья́нских, солда́тских и каза́чьих депута́тов (укр. Українська Народна Республіка Рад робітничих, селянських, солдатських і козацьких депутатів). Позднее (в том числе, чтобы не путать с «небольшевисткой» Украинской Народной Республикой), в ряде документов того времени именовалась также Советской Украинской Народной Республикой, Украинской Народной Советской Республикой (в некоторых позднейших источниках названа Украинской Народной Социалистической Республикой, укр. Українська Народна Соціалістична Республіка). Находилась в федеративных отношениях, а позже дружественных, с Советской Россией.
Исполнительным органом Временного ЦИК Советов Украины (Правительством УНРС) был Народный Секретариат.
Второй Всеукраинский съезд Советов, состоявшийся 17—19 марта 1918 года в Екатеринославе, провозгласил Народную Украину независимой Советской Республикой. Однако, к апрелю 1918 года в связи с наступлением австрийско-немецких войск Украинская Советская Республика перестала существовать. Её органы власти перебрались на территорию Советской России и в скором времени были упразднены.
После поражения Центральных держав в Первой мировой войне, в начале 1919 года вместо УСР большевиками было создано сначала Временное рабоче-крестьянское правительство Украины, а потом Украинская Социалистическая Советская Республика, которая была провозглашена как независимая республика 10 марта 1919 года на III Всеукраинском съезде советов (проходил 6—10 марта 1919 года в Харькове, ставшем столицей УССР); тогда же была принята первая Конституция УССР.

## История

Военно-морской флаг УНСР

### Всеукраинский съезд Советов в Киеве
4 (17) декабря 1917 года в Киеве по инициативе большевиков был созван Всеукраинский съезд Советов рабочих, солдатских и крестьянских депутатов, в работе которого приняли участие более 2 тысяч делегатов. У большевиков ещё оставалась надежда на мирный переход власти в их руки путём изменения состава Центральной Рады. Большевистский оргкомитет постарался разработать квоты делегирования так, чтобы иметь гарантию большинства, однако на съезд прибыли без приглашения 670 делегатов от «Селянской спилки» (Крестьянского союза) и 905 делегатов от украинского войска. Они сами выписали себе мандаты делегатов. После этого делегаты 49 большевистских советов в знак протеста против «неравного представительства» покинули съезд и в основном перебрались в Харьков.

### Провозглашение советской власти на Украине
11−12 (24−25) декабря 1917 года в Харькове состоялся альтернативный Первый Всеукраинский съезд Советов рабочих, солдатских и крестьянских депутатов. Съезд объявил о роспуске Центральной рады и её правительства — Генерального секретариата, отменил все их решения и провозгласил Украину советской республикой (республикой Советов рабочих, крестьянских, солдатских и казачьих депутатов).
Съезд проходил в условиях своеобразного «двоевластия», сложившегося в Харькове в результате прибытия сюда многотысячных советских отрядов под командованием В. А. Антонова-Овсеенко для подавления контрреволюционного выступления Донского правительства атамана Каледина.
В альтернативном съезде участвовали 127 делегатов, покинувших киевский съезд Советов (большевики, часть украинских левых эсеров и несколько украинских социал-демократов), и 73 делегата III Областного съезда Советов Донбасса и Криворожья, проходившего в Харькове (представители Донецко-Криворожского края, в большинстве своём большевики, поначалу не хотели даже признавать, что относятся к Украине, считая свой край исключительно частью России; но киевские «товарищи», пообещав Дон-Кривбассу автономию, убедили их пойти на провозглашение Советской Украины).
Съезд избрал Временный центральный исполнительный комитет Советов Украины, который, в свою очередь, принял на себя всю полноту власти на Украине и утвердил состав своего исполнительного органа — Народного секретариата. Это было первое правительство Советской Украины.
Одним из первых декретов украинского советского правительства стал декрет об отмене запрета на вывоз хлеба с Украины в Россию, ранее объявленного Генеральным секретариатом (правительством Центральной рады). Вслед за этим было опубликовано постановление о недействительности вообще всех постановлений Генерального секретариата. В радиотелеграмме, направленной 15 (28) декабря из Харькова в Совнарком, говорилось, что ЦИК Советов Украины считает «непременной задачей… устранить вызванные прежней Радой столкновения… обратить все силы на создание полного единения украинской и великороссийской демократии».
19 декабря 1917 (1 января 1918) года Совет народных комиссаров РСФСР признал Народный секретариат УНРC единственным законным правительством Украины. Создание на Украине советского правительства обеспечивало Совнаркому РСФСР свободу действий против правительства Центральной рады.

### Формирование украинских советских войск
В составе Народного секретариата УНРС был создан Народный секретариат по военным делам, который возглавил В. М. Шахрай, его заместителем стал Ю. М. Коцюбинский. В то же время в городе продолжали работать органы Центральной рады, здесь были дислоцированы её воинские части.
18 (31) декабря решением ЦИК Советов УНРС был образован краевой Военно-революционный комитет для борьбы с контрреволюцией. В него вошли:
- народный секретарь по военным делам В. М. Шахрай;
- народный секретарь по внутренним делам Е. Б. Бош;
- представитель Харьковского центрального штаба Красной гвардии;
- представитель штаба Южного революционного фронта по борьбе с контрреволюцией.

Комитет руководил деятельностью военно-революционных комитетов в населённых пунктах и административно-территориальных образованиях (губерниях, уездах, волостях, сельских советах), занимался вооружением и обучением войск, политическим воспитанием и революционной закалкой красногвардейцев и червонноармейцев.
25 декабря (7 января) постановлением Народного секретариата УНРС на краевой Военно-революционный комитет для борьбы с контрреволюцией была возложена организация украинской Красной гвардии. Было также принято решение о формировании воинских частей Червонного казачества
В ночь с 27 декабря (9 января) на 28 декабря (10 января) в Харькове местные красногвардейцы и советские войска под командованием В. М. Примакова разоружили 2-й Украинский полк УНР (командир полка Е. И. Волох). Революционно настроенные солдаты полка перешли на сторону большевиков. Сам Волох, покинув Харьков, направился в Полтаву, где возглавил добровольческий отряд «красных гайдамаков», сформированный в основном из офицеров и юнкеров, численностью около 200 человек, который вошёл в Гайдамацкий кош Слободской Украины, сформированный С. В. Петлюрой.
28 декабря (10 января) утром началось создание 1-го куреня Червонного казачества под командованием Примакова, в который вошли харьковские красногвардейцы, революционные солдаты бывшей Русской армии из отряда Примакова и революционные солдаты 2-го Украинского полка УНР, перешедшие на сторону большевиков.
31 декабря (13 января) Народный секретариат по военным делам обратился к трудящимся республики с призывом о вступлении в части Червонного казачества.
Постепенно революционные войска на территории УНРС выросли в численности и окрепли в военном отношении. 4 (17) января приказом Народного секретариата по военным делам были созданы отделы: мобилизационный, снабжения и продовольствия, военно-санитарный, связи и финансовый. На местах созданием воинских частей занимались военные отделы местных Советов.
В январе были сформированы 3-й Червонный полк и несколько красногвардейских отрядов в г. Кременчуге, 1-й Пролетарский полк Харьковского паровозостроительного завода в Харькове, 1-й Рабоче-Крестьянский полк, 1-й Пролетарский пулемётный полк, 1-й Партизанский полк, 1-й Инженерный Рабоче-Крестьянский полк (в разных городах). Отряды Красной гвардии формировались в уездах Харьковской и Екатеринославской губерний, позднее — в Полтаве.

### Распространение советской власти на территории Украины
Основные боевые действия советские войска в этот период вели против донских антибольшевистских сил генерала А. М. Каледина. Этот вооружённый конфликт, однако, затронул также территорию Украины: часть советских войск наступала в сторону Донбасса через Харьков, установив заслон по линии железнодорожных станций Ворожба — Люботин — Павлоград — Синельниково. Как писали в своей работе Н. Е. Какурин и И. И. Вацетис, «близость советских войск дала на Украине толчок выступлению сил, враждебных Центральной раде, власть которой была свергнута во многих промышленных и портовых центрах Украины».
Как пишет В. Савченко, рабочий класс и большая часть городских низов Украины не были сторонниками Центральной рады и достаточно агрессивно восприняли первые шаги украинизации. В таких городах, как Одесса, Николаев, Харьков, Екатеринослав, Елизаветград, Александровск, Житомир, рабочий класс на 70-80 % состоял из русских или еврейских рабочих, а общее количество украинцев в этих городах не превышало 25 %. Однако и эта четверть населения была русифицирована (русифицированным оказался прежде всего рабочий класс). Украинский язык и национальное самосознание в этих городах были присущи не более 10 % украинского населения — интеллигенции, служащим и жителям окраин, не занятым в крупном производстве. Главной проблемой власти УНР было отсутствие поддержки в крупных городах Востока и Юга Украины, враждебность части рабочего класса к УНР. По мнению А. Шубина, проблема была не столько в отсутствии национального самосознания, сколько в перевесе социальных интересов над национальным самосознанием. УНРС отличалась от УНР и большим демократизмом: на тот момент советы ещё не превратились в органы диктатуры РСДРП(б) и ещё имели реальную власть.
26 декабря 1917 (8 января 1918) при поддержке красногвардейцев под командованием П. В. Егорова советская власть была установлена в Екатеринославе. 26-27 декабря (8-9 января) войска Антонова-Овсеенко захватили крупнейшие промышленные центры Луганск и Мариуполь. В ночь на 28 декабря (10 января) было покончено с «двоевластием» в Харькове.
К 2 (15) января был занят Александровск, что позволило установить связь с Крымом, а силы большевиков расположились для дальнейших действий в направлении Мариуполь — Таганрог — Ростов. 5 (18) января советская власть была установлена в Одессе.

### Наступление на Киев
Провозглашение советской власти в Харькове и занятие большевиками ряда промышленных центров на территории Восточной и Южной Украины при сохранении в Киеве Центральной рады, декларировавшей самостоятельность Украины, неизбежно вело к переходу борьбы за власть на Украине между большевиками и Центральной радой в острую фазу. В это время под контролем Центральной рады оставались Киев, правобережные Волынская губерния и Подольская губерния, а также часть Левобережья — территории Черниговской, Полтавской, Екатеринославской (частично), Херсонской, где держали оборону против советских войск разрозненные войска УНР.
В начале января СНК РСФСР и Народный секретариат УНРС приняли решение о совместном вооружённом наступлении на войска УНР. К этому времени Харьковская и часть Екатеринославской губернии находились уже в руках большевиков.
4 (17) января советское правительство Украины официально объявило войну Центральной раде. 5 (18) января Антонов-Овсеенко издал директиву об общем наступлении советских войск против Центральной рады. Главный удар решено было нанести от Харькова на Полтаву при дальнейшем движении на Киев совместно с большевизированными частями бывшей Русской армии, которые угрожали Киеву с разных сторон, в том числе частями распавшегося Юго-Западного фронта. Общее руководство операцией было возложено на начальника штаба Южной группы войск М. А. Муравьёва.
Два отряда действовали под общим командованием П. В. Егорова. Из Харькова на Полтаву выступил отряд под командованием атамана В. М. Примакова, состоявший из 500 красногвардейцев г. Харькова и г. Люботина и 200 червонных казаков 1-го куреня Червонного казачества. Со станции Лозовая вышел отряд петроградских и московских красногвардейцев под командованием самого Егорова, блиндированный поезд (командир поезда А. Е. Зайцев) и 350 красногвардейцев из Ясиноватой (командир Д. П. Жлоба). Вспомогательный удар в сторону г. Сумы наносил харьковский отряд Красной гвардии и революционных солдат во главе с Н. А. Рудневым.
6 (19) января Полтава была взята войсками большевиков.
12—13 (25—26) января между украинскими и советскими войсками произошли ожесточённые бои за населённые пункты по линии железной дороги Полтава — Киев. Другая группа советских войск под командованием А. А. Знаменского и Г. Н. Кудинского 13—14 (26—27) января направила главный удар на Бахмач.
15 (28) января на станцию Бахмач с Западного фронта прибыли отряды Р. И. Берзина и И. И Вацетиса (3000 солдат, 400 матросов и 12 орудий). Здесь им была поставлена задача участвовать в наступлении на Киев.
19 января (1 февраля) главнокомандующим войсками УНРС был назначен Ю. М. Коцюбинский.
16 (29) января в Киеве вспыхнуло восстание против Центральной рады. Боевые действия продолжались неделю. 22 января (4 февраля) 1918 года оно было окончательно подавлено войсками, верными Центральной раде (см. Январское восстание в Киеве).
Тем временем наступавшие на Киев войска были перегруппированы в три революционные армии:
- 1-я революционная армия (командующий войсками армии П. В. Егоров) — вдоль Полтавской железной дороги со стороны Гребёнки,
- 2-я революционная армия (командующий войсками армии Р. И. Берзин) — наступала вдоль Черниговской железной дороги из района Нежина,
- 3-й революционной армии (сосредоточившейся в тылу армии Берзина, в районе Конотопа, командующий войсками армии Г. Н. Кудинский) была поставлена задача пробиться на Правобережье, соединиться с большевистскими силами Юго-Западного фронта и ударить на Киев с запада с целью отрезать пути отхода учреждений и войск УНР. Задача не была выполнена, поскольку часть отрядов была отправлена на Дон воевать с белоказаками.

20 января (2 февраля) Народный секретариат УНРС принял декрет о создании Народной революционно-социалистической армии Советской Украины — Червонного казачества.
22 января (4 февраля) советские войска заняли Дарницу, пригород Киева. 26 января (8 февраля) Киев после жестокого пятидневного артиллерийского обстрела был взят красными войсками, применившими в ходе штурма мостов и береговых укреплений отравляющие газы. В штурме города приняли участие части 1-й и 2-й революционных армий. Захватив Киев, Муравьёв организовал в городе «красный террор» — за несколько дней пребывания его армии в городе было расстреляно не менее 2 тысяч человек, в основном русских офицеров.
Советское правительство Украины (Народный секретариат) переехало из Харькова в Киев.
27 января (9 февраля) на съезде в Харькове была провозглашена Донецко-Криворожская республика, правительство которой возглавил большевик Артём (Сергеев).

### Провозглашение независимости и ликвидация
В начале марта, в связи с начавшимся вводом австро-германских войск на Украину, правительство перебралось в Полтаву, затем — в Екатеринослав и, наконец, Таганрог.
17−19 марта 1918 года Вторым Всеукраинским съездом Советов г. Екатеринославе Украина была провозглашена независимой советской республикой, то есть независимым государством (впрочем Главой Народного секретариата Николаем Скрыпником разрыв федеративных связей с РСФСР считался формальностью). Однако, в апреле 1918 года в связи с наступлением австрийско-немецких оккупационных войск Украинская Советская Республика перестала существовать: 18 апреля 1918 года её правительство уехало в Таганрог, где приняло решение о преобразование правительственных органов в Бюро для руководства повстанческой борьбой в тылу оккупантов (Повстанбюро).
После поражения Центральных держав в Первой мировой войне, в начале 1919 года вся территория Украины вновь оказалась под контролем большевиков, включая Киев. Вместо УСР большевиками было создано сначала Временное рабоче-крестьянское правительство Украины, а потом Украинская Социалистическая Советская Республика, которая была провозглашена как независимая республика 10 марта 1919 года на III Всеукраинском съезде советов (проходил 6—10 марта 1919 года в Харькове, ставшем столицей УССР); тогда же была принята первая Конституция УССР.